# كريستوفر تولكين
كريستوفر تولكين (بالإنجليزية: Christopher Tolkien)‏ (21 نوفمبر 1924، ليدز في المملكة المتحدة)؛ كاتب، أستاذ جامعي وروائي بريطاني.
كان كريستوفر جون رويل تولكين (21 نوفمبر 1924 - 16 يناير 2020) محرّرًا وأكاديميًا. وهو نجل المؤلّف جيه. آر. آر. تولكين والمحرّر لكثيرٍ من أعمال والده التي نُشرت بعد وفاته. رسم تولكين الخرائط الأصلية لرواية والده «سيّد الخواتم».

## نشأته المبكرة
وُلد تولكين في ليدز بإنجلترا، وهو الولد الثالث من بين أربعة أطفال والابن الأصغر لدى جون رونالد رويل تولكين وزوجته إديث ماري تولكين (اسمها قبل الزواج برات). تلقّى تعليمه في مدرسة التنين (أكسفورد) وبعد ذلك في مدرسة الخطابة.
التحق بسلاح الجو الملكي في منتصف عام 1943 وأُرسل إلى جنوب إفريقيا بغية الخضوع للتدريب على الطيران، واستكمل دورة الطيران الأولية في مدرسة الطيران 7 في مدينة كرونستاد، ودورة خدمة الطيران في مدرسة الطيران 25 في ستاندرتون. كُلِّف في فرع المهام العامة في احتياطي متطوعي سلاح الجو الملكي في 27 يناير 1945 بمنصب ضابطٍ طيّار في قسم المراقبة (الطوارئ) وحصل على الخدمة رقم 193121. خدم لفترةٍ وجيزة كطيارٍ في سلاح الجو الملكي البريطاني قبل أن ينتقل إلى احتياطي متطوعي البحرية الملكية في 28 يونيو 1945. جرى تصديق تكليفه وأعلِنت ترقيته إلى ضابطٍ طيران في 27 يوليو 1945.
بعد الحرب، درس اللغة الإنجليزية في كلية الثالوث في أكسفورد، وحصل على درجة البكالوريوس في عام 1949 ونال إجازة في الآداب بعد بضع سنين.

## حياته الشخصية
قطنَ تولكين في الريف الفرنسي مع زوجته الثانية منذ عام 1975، بيلي تولكين (اسمها قبل الزواج كلاس)، التي حرّرت «رسائل الأب كريسماس» لتنشرها بعد وفاة زوجها. كان لديهما طفلان، آدم ريويل تولكين ورايتشل كلير رويل تولكين. في أعقاب الخلاف الدائر حول صناعة ثلاثية أفلام «سيّد الخواتم» تبرّأ من ابن زوجته الأولى، المحامية بالقضاء العالي والروائية سيمون ماريو رويل تولكين، على الرغم من تصالحهما قبل وفاة كريستوفر.
تُوفّي في 16 يناير 2020، عن عمرٍ يناهز 95 عامًا، في بلدية دراغينيا في إقليم فار بفرنسا.

## روابط خارجية
- كريستوفر تولكين على موقع IMDb (الإنجليزية)
- كريستوفر تولكين على موقع ميوزك برينز (الإنجليزية)
- كريستوفر تولكين على موقع أول ميوزيك (الإنجليزية)
- كريستوفر تولكين على موقع ديسكوغز (الإنجليزية)
- كريستوفر تولكين على موقع قاعدة بيانات الفيلم (الإنجليزية)